# 弗里茨·布里尔
弗里茨·布里尔（德語：Fritz Briel，1934年10月24日—2017年3月15日），德国男子皮划艇运动员。他曾代表德国联队参加1956年夏季奥林匹克运动会皮划艇比赛，获得男子双人皮艇10000米银牌。